# یان الیسون (بازیکن بسکتبال)
یان الیسون (انگلیسی: Ian Allison; ۲۶ ژوئیهٔ ۱۹۰۹ – ۴ اوت ۱۹۹۰) بازیکن بسکتبال اهل کانادا بود.